# Благово, Константин Петрович
Константи́н Петро́вич Благово́ (1874—1920) — русский офицер, полковник 147-го пехотного Самарского полка, участник Первой мировой войны.

## Биография
Происходил из старинного дворянского рода Тверской губернии. Сын отставного поручика, помещика Новоторжского уезда Петра Александровича Благово (1835—1914) и жены его Марии Константиновны Мышенковой.
Окончил Ярославскую военную школу (1890) и Санкт-Петербургское пехотное юнкерское училище по 2-му разряду (1892), откуда выпущен был подпрапорщиком в 88-й пехотный Петровский полк.
Произведен в подпоручики 23 марта 1895 года, в поручики — 1 апреля 1899 года. 10 октября 1902 года переведен в 147-й пехотный Самарский полк. Произведен в штабс-капитаны 1 апреля 1903 года. Участвовал в русско-японской войне, за боевые отличия был награжден орденом Св. Анны 4-й степени с надписью «за храбрость». Произведен в капитаны 26 февраля 1908 года.
В Первую мировую войну вступил в рядах 147-го пехотного Самарского полка. Удостоен ордена Св. Георгия 4-й степени
За то, что при атаке 21 апреля 1915 года сильно укрепленной позиции на Макувке, несмотря на жестокий артиллерийский, ружейный и пулеметный огонь неприятеля, зашел в тыл противнику и штыковым ударом развил общий успех и закрепил за нами позицию.
Пожалован Георгиевским оружием
За то, что в бою 17 мая 1915 года во главе своего батальона захватил штыковым ударом д. Лисовице, причем им захвачено 3 пулемета и около 700 пленных, сам был при этом ранен.
Произведен в подполковники 21 января 1916 года «за отличия в делах против неприятеля», в полковники — 21 июля 1917 года.
Служил начальником склада Красной Армии в Петрограде, выехал на лечение в Крым, с 1919 года — начальник тылового эвакопункта в Симферополе, в том числе и при власти Русской армии Врангеля. После перехода Крыма под контроль Красной армии, остался работать в эвакопункте, 23 декабря 1920 года был арестован. Постановлением Тройки от 29 декабря 1920 года он был приговорен к расстрелу. При эвакуации Русской армии остался в Крыму. Расстрелян 30 декабря 1920 года в Симферополе по приговору тройки особого отдела 4-й армии РККА. 
Реабилитирован в 1995 году заключением Генеральной прокуратуры Украины.

## Семья
Был женат на дочери полковника Зинаиде Михайловне Ланской (1881—1938), репрессированной в 1931 году по делу «Весна» и погибшей в лагере. Их сыновья:
- Владимир (1903—1976), окончил Институт путей сообщения (1927), работал инженером, был начальником отдела в Госстрое СССР.
- Михаил (1904—1943), окончил Высшие курсы зоологии и фитопатологии в Ленинграде, биолог. Участник Великой Отечественной войны, в том числе Курской битвы. Скончался от ран, полученных в бою под Харьковом.

## Награды
- Орден Святой Анны 4-й ст. с надписью «за храбрость» (ВП 14.04.1905)
- Орден Святого Станислава 3-й ст. с мечами и бантом (ВП 10.03.1907)
- Орден Святой Анны 3-й ст. (ВП 6.12.1910)
- Орден Святой Анны 2-й ст. с мечами (ВП 27.02.1915)
- Орден Святого Владимира 4-й ст. с мечами и бантом (ВП 29.05.1915)
- Орден Святого Георгия 4-й ст. (ВП 1.09.1915)
- Георгиевское оружие (ВП 21.11.1915)